# Xadani
Xadani är en ort i Mexiko.   Den ligger i kommunen Guevea de Humboldt och delstaten Oaxaca, i den sydöstra delen av landet, 500 km sydost om huvudstaden Mexico City. Xadani ligger 455 meter över havet och antalet invånare är 455.
Terrängen runt Xadani är huvudsakligen kuperad. Xadani ligger nere i en dal. Runt Xadani är det glesbefolkat, med 11 invånare per kvadratkilometer. Närmaste större samhälle är Santa María Nativitas Coatlán, 12,7 km väster om Xadani. I omgivningarna runt Xadani växer huvudsakligen savannskog.